# Qaraixahr
Qaraixahr (també Karashahr, que vol dir 'ciutat negra' en uigur) o Yanqi (en xinès 焉耆, pinyin Yānqí; Wade-Giles Yen-ch’i; sànscrit अग्निदेस Agnideśa) fou un regne de l'Àsia central, centrat a l'oasi de Qarashahr a la conca del Tarim, al modern Xinjiang Uigur. A Qarashahr es parlava una llengua indoeuropea amb afinitats amb l'hitita, l'armeni i l'eslau, probablement derivat del seu poblament anterior pels escites.

## Geografia
La ciutat moderna de Yanqi es troba a uns 24 quilòmetres a l'oest del llac Bosten. El llac té uns 81 quilòmetres d'est a oest i 48 quilòmetres de nord a sud amb una superfície d'uns 1.000 quilòmetres quadrats, el que el converteix en un dels llacs més grans de Xinjiang. Es coneix la seva existència des de l'època Han per la seva abundància de peixos. El llac rep els cabals del riu Kaidu, i el riu Konqi en surt més enllà de Korla i a través del desert de Takla Makan fins a Lop Nur. Hi ha molts altres petits llacs a la regió.
La ciutat, coneguda a les fonts xineses clàssiques com Yanqi, es trobava al ramal de la Ruta de la Seda que recorre la vora nord del desert de Takla Makan a la conca del Tarim.

## Història
L'establiment xinès al Tarim va rebre un gran impuls amb l'emperador Xuandi (Liu Xun) (74 aC-49 aC). El 60 aC el general Txeng Ki va ocupar Turfan i va establir la seva residència a Wu-lei, entre Karashahr i Kudjha, amb un camp militar a Kiu-li, al sud de Karashahr.
Amb la caiguda de la dinastia Han i la guerra civil (anys 8 a 25) els xiongnu van exercir el domini sobre el regne. Després de l'any 25 els Han posterior van restablir el protectorat sobre el Tarim aprofitant lluites entre els xiongnu, i Qarashahr ja estava sota el seu domini l'any 48, però era un domini distant, i l'hegemonia regional corresponia al regne de Kaixgar que dominava Kudjha, Fergana i Khotan, fins vers l'any 60 quan l'hegemonia dels oasis del sud va passar a Khotan i la dels oasis del nord a Kudjha.
El 75 es va produir una revolta general contra els xinesos (poc abans de la mort de l'emperador que va morir aquell mateix any). Els xiongnu li van donar suport. El rei de Qarashahr va massacrar al governador o protector general el xinès Txen Mou. Finalment el nou emperador va ordenar als generals Ban Chao i Keng Kong d'evacuar el Tarim. Aquesta acció queda queda apuntada al Llibre del Han Tardà on es registra també la campanya punitiva contra Yanqi l'any 94 d.C.
Ban Chao va intuir que si deixava el país en mans dels xiongnu era la mateixa Xina la que estava en perill i quan va arribar a Khotan (en retirada) va retornar a Kaixgar que havia caigut en mans de Kudjha (aliat dels xiongnu). Els caps locals foren executats i el domini xinès restaurat.

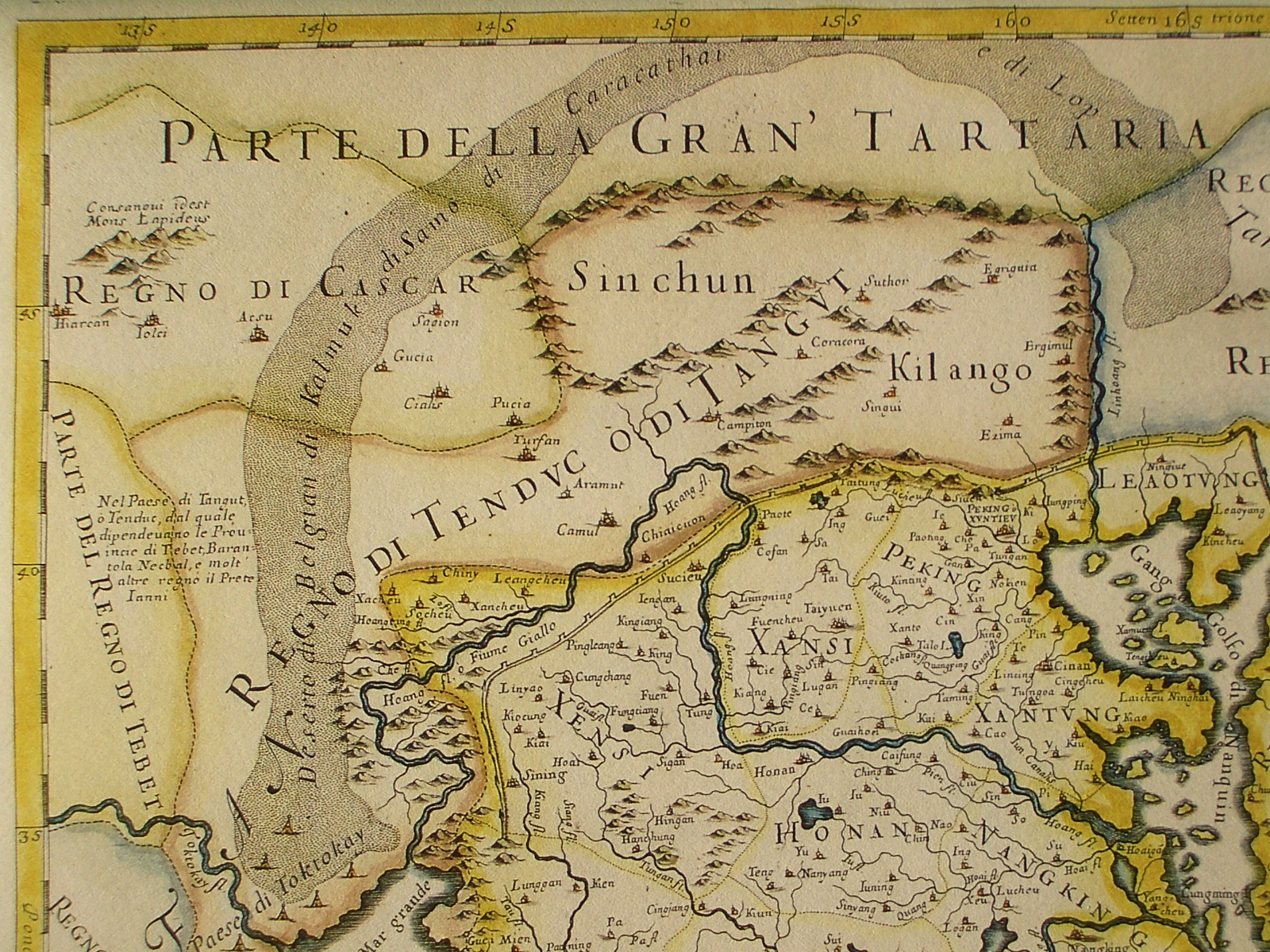
Mapa del segle XVII mostra Cialis (Karashar) com a una de les ciutats de la cadena que s'estén des de Yarcand fins a Suzhou.

El 78, amb soldats reclutats a Khotan, Sogdiana i Kaixgar, es va apoderar d'Aksu i de Utx Turfan. Mentre les forces xineses imperials de Kansu havien reconquerit el regne de Kiu Txe (Turfan). Ban Chao va escriure a l'emperador per justificar la seva acció. En les cartes parla de la importància d'ocupar els 36 regnes de l'Àsia Central per tallar el camí dels xiongnu. Va aconseguir sotmetre a tots els regnes i al 88 només restaven rebels els reis de Kudjha i de Qarashahr, que es van aliar als indoescites que llavors estaven governats per Kadfises II, i estava enemistat amb Xina perquè no havia pogut obtenir la mà d'una princesa xinesa. Kadfises va enviar un exèrcit cap al nord-est del Pamir, però Ban Chao els va tallar els subministraments i els va obligar a retirar-se. Els kusana o kushana van canviar en la seva política i van tornar a la seva tradicional amistat amb Xina (90) i a l'any següent ja només quedava Qarashahr revoltada.
El 94 Ban Chao amb auxiliars de Kudjha i de Lob Nor va marxar contra Qarashahr. El defensors d'aquesta van tallar els ponts però fou inútil i la ciutat conquerida i el rei executat i la ciutat donada als soldats pel saqueig.
Ban Chao es va jubilar el 102 i va tornar a la Xina on va morir el mateix any. Els seus successors no van ser tan afortunats i la seva política va provocar la revolta general el 106. El general Leang Kin fou assetjat a Kudjha però va poder derrotar els revoltats, però el 107, davant la continuïtat de la revolta, la cort imperial va cridar a totes les guarnicions amenaçades (Louktxun i Yi-wou).

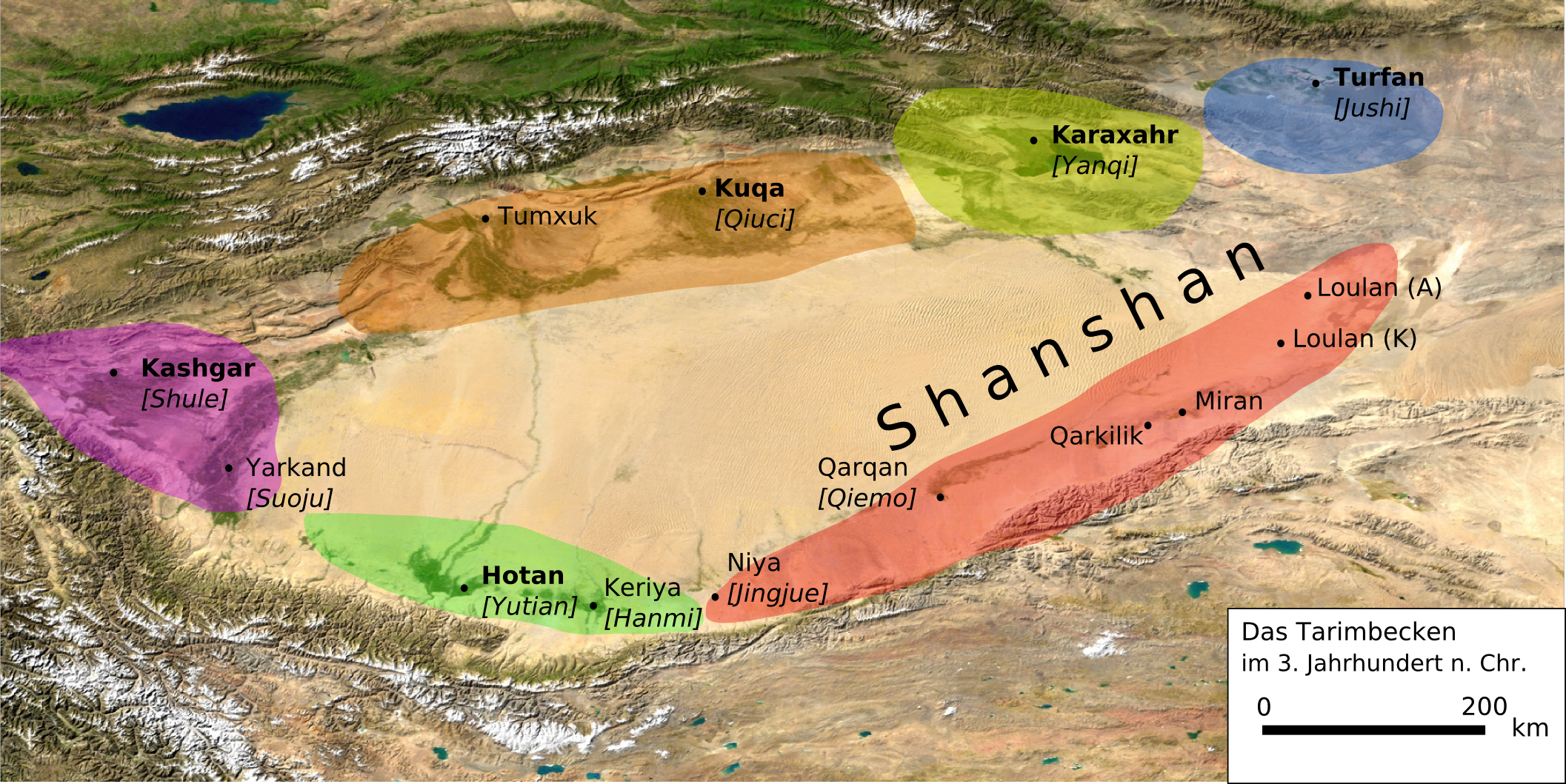
La conca del Tarim al, que mostra els anomenats estats tocaris i relacionats.

Fou Pan Yong, fill de Ban Chao, qui va restaurar l'obra paterna: el 123 va instal·lar una colònia militar a Louk txun o Leiu txong prop de Turfan; va dominar diversos regnes entre el 124 i el 126 i el 127 va entrar a Qarashahr. Des de llavors i durant la resta del segle, al segle iii i part del IV els xinesos van exercir el control polític sobre Qarashahr. Després el regne va restar lleial als regnes xinesos successors, però al segle v va desaparèixer tota influència fins que el 448 el general Wan Tou-kuei, de la dinastia Wei, li va imposar tribut. Al segle vi hi van exercir influència els turcs occidentals.
Qarashahr va reconèixer el 632 la sobirania de l'emperador Taizong de la dinastia Tang, però després de l'annexió del regne de Karakhoja el 640, el rei Tou-k'i-tche, es va aliar amb el Kaganat dels Turcs Occidentals i es va revoltar. Contra ell fou enviat el general Kouo Hiao-k'o que va atacar la ciutat a la nit procedent de Yulduz, i per sorpresa i se'n va apoderar col·locant al tron al germà del rei, Li-p'o-tchuen, favorable als xinesos; aviat aquest rei fou deposat pels un dels seus cosins de nom Sie-p'o A-na-tche que tenia l'ajut de Kudjha i dels turcs occidentals. El general imperial A-che-na Cho-eul (d'origen turc però al servei de la Xina) es va presentar a la ciutat, la va ocupar (648), va decapitar al rei usurpador i va col·locar al tron a un altre membre de la família reial fidel a la Xina. El 670, sota l'emperador Tang Kao-tsong, el regne fou conquerit pels tibetans i no fou recuperat per la Xina fins al 692 durant el regnat de l'emperadriu Wu Heou (o Wu Tsö-t'ien), vídua de l'anterior
Els xinesos en van conservar el control fins que després de la batalla de Talas (751) la zona va caure en mans dels uigurs.